# Барони, Марко
Марко Барони (итал. Marco Baroni, род. 27 февраля 1983, Сассуоло, Модена, Италия) — итальянский музыкант.
Марко научился играть на гитаре в ранней молодости. Окончил Профессиональный Институт и параллельно изучал классическую гитару в консерватории. В пятнадцать лет он снялся в одной из главных ролей в фильме A domani Джанни Цанази, участвовавшем в конкурсе на Венецианском кинофестивале в 1999.
В 15 лет Марко также начал записывать музыку и выпускать альбомы, что является довольно ранним дебютом.
Закончив обучение, он тратит всё свой время на три вещи: работает водителем на грузовике экологического оператора его города, поднимаясь в пять утра; во второй половине дня продаёт диски; наконец, он играет в клубах.
Осенью 2006 Марко подписывает контракт с производителем дисков Virgin, лейблом EMI Music Italy. Его первый сингл La mia generazione выпущен в конце декабря 2006 на всех радиостанция.
В 2007 стал финалистом на 57 фестивале в Сан-Ремо с песней L’immagine che ho di te.
В том же году выходит его дебютный сольный альбом, который так и называется — «Marco Baroni».

## Альбомы

### В составе Planet Funk
| Год  | Название                  | Примечания       |
| ---- | ------------------------- | ---------------- |
| 2002 | Non Zero Sumness          | Студийный альбом |
| 2005 | The Illogical Consequence | Студийный альбом |
| 2006 | Static                    | Студийный альбом |

### Сольные
- Un’abitudine — 1999 (CDS MBO/Cgd East West-Warner Music)
- Un’altra come te — 2000 (CDS MBO/Cgd East West-Warner Music)
- La mia generazione — 2006 (CDS Virgin/EMI)
- L’immagine che ho di te — 2007 (CDS Virgin/EMI)
- Marco Baroni 2007 (CD Virgin/EMI)